# 1927 au Nouveau-Brunswick
Chronologie du Nouveau-Brunswick
- 1923
- 1924
- 1925
- 1926
- 1927
- 1928
- 1929
- 1930
- 1931

Cette page concerne des événements survenus en 1927 dans la province canadienne du Nouveau-Brunswick.

## Événements
- 16 juin : le libéral Albion Roudolph Foster remporte l'élection partielle fédérale sans opposition de Victoria—Carleton à la suite de la mort de James Kidd Flemming.
- 12 octobre : Richard Bedford Bennett devient le premier néo-brunswickois élu chef du Parti conservateur et nommé chef de l'Opposition officielle.
- 1er décembre : fondation du journal "Le Fermier acadien" à Moncton.

## Naissances
- 7 mai : Adjutor Ferguson, député.
- 28 mai : Lewis Charles Ayles, député.
- 27 octobre : Azor Leblanc, député.
- 3 novembre : Harrison McCain, homme d'affaires.
- 18 décembre : Roméo Leblanc, gouverneur général du Canada.

## Décès
- 10 février : James Kidd Flemming, premier ministre du Nouveau-Brunswick.
- 13 mai : Josiah Wood, lieutenant-gouverneur du Nouveau-Brunswick.